# Dag Szepanski
Dag Christer Olov Szepanski (ur. 25 grudnia 1943 w Bromölla, Skania) – szwedzki piłkarz. Występował na pozycji napastnika. Mistrz Szwecji, zdobywca Pucharu Szwecji i król strzelców Allsvenskan w barwach Malmö FF w sezonie 1967. W 1972 r. zadebiutował w reprezentacji Szwecji, rozgrywając w niej jeden mecz.

## Kariera klubowa

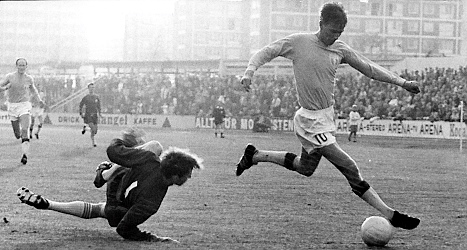
Dag Szepanski w barwach Malmö FF (Malmö FF-Helsingborgs IF; 5 czerwca 1968)

Dag Szepanski, wnuk emigranta z Polski, rozpoczął karierę piłkarską w latach 50. XX w. w swojej rodzinnej miejscowości w barwach klubu Ifö/Bromölla IF, występującego w latach 1963–1970 w jednej z grup Division 2 (obecna Superettan). W 1967 r. przeszedł do jednej z najlepszych drużyn szwedzkich, Malmö FF. W sezonie 1967 klub ten wywalczył mistrzostwo i Puchar Szwecji. Dag Szepanski zdobył dla Malmö FF 22 bramki, zostając królem strzelców Allsvenskan. Łącznie w Malmö FF rozegrał 50 spotkań, zdobywając 32 bramki.
W 1970 r. ze względu na studia przeprowadził się do Sztokholmu, podpisując kontrakt ze znajdującym się wówczas na dnie tabeli AIK Fotboll. Szybko stał się też jednym z kluczowych zawodników tej drużyny. W nowym klubie zadebiutował 12 kwietnia 1970 r. w rozegranym na stadionie Råsunda meczu derbowym z Hammarby IF. Spotkanie zakończyło się remisem 1:1; Dag Szepanski zdobył wyrównującą bramkę w 86. minucie. W sezonach 1971, 1972 i 1973 AIK Fotboll była jedną z czołowych drużyn Allsvenskan. Rozgrywając 91 meczów i strzelając 31 bramek Szepanski zapisał się na stałe w historii tego klubu.
Po sezonie 1973 opuścił AIK Fotboll, przenosząc się do Jönköping ze względu na podjęcie tam pracy w branży marketingowej. W sezonach 1974 i 1975 grał w drużynie Jönköpings Södra IF, występującej wówczas w niższych klasach rozgrywek. Profesjonalną karierę piłkarską zakończył w lokalnym klubie IF Väster z Göteborga (sezony 1976 i 1977).

## Kariera reprezentacyjna
Rozegrał jeden mecz w drużynie reprezentacji Szwecji. Było to rozegrane 15 października 1972 r. na stadionie Ullevi w Göteborgu spotkanie z Maltą w ramach kwalifikacji do Piłkarskich Mistrzostw Świata 1974. Mecz zakończył się wynikiem 7:0 dla Szwecji. Dag Szepanski zdobył z rzutu karnego w 57. minucie spotkania szóstą bramkę dla szwedzkiej drużyny.